# Droga R56 (Rosja)
Droga R56 (ros. Автомобильная дорога федерального значения Р56) – droga znaczenia federalnego w Rosji, znajdująca się na obszarze obwodów: nowogrodzkiego oraz pskowskiego. Stanowi połączenie Nowogrodu Wielkiego z drogą federalną R23 i Pskowem.
Do końca 2017 roku między Nowogrodem Wielkim a Porchowem posiadała także oznaczenie A116.